# آدولف گالانت
آدولف یوزف فردینانت گالانت (به آلمانی: Adolf Josef Ferdinand Galland) (۱۹ مارس ۱۹۱۲–۹ فوریه ۱۹۹۶) نظامی بلندپایه و خلبان تک‌خال آلمانی در دوره رایش سوم بود که در طول جنگ جهانی دوم در لوفت‌وافه خدمت کرد. او در بیش از ۷۰۰ پرواز رزمی خود ۱۰۴ پیروزی هوایی تأیید شده کسب کرد. به جهت این موفقیت‌ها یکی از تنها ۲۷ تنی بود که نشان صلیب شوالیه صلیب آهنین با برگ‌های بلوط، شمشیرها و الماس‌ها را دریافت کردند.

## سال‌های اولیه
آدولف گالانت روز ۱۹ مارس سال ۱۹۱۹ در وسترهولت در وستفالی زاده شد. از یک خاندان با اصالتاً فرانسوی بود که اواسط سده هجدهم به آلمان مهاجرت کرده بودند. با علاوه به هوانوردی، به شکل ماهرانه‌ای پرواز با گلایدر را فراگرفت و خود به مربی بدل گشت. در دوره آموزش خلبانی تجاری در لوفت‌هانزا در برونشویک شرکت کرد و جز تنها ۲۰ نفری بود که پذیرفته شد.
گالانت سال ۱۹۳۲ وارد دانشکده هوانوردی غیرنظامی شد و دوره‌های آموزشی را در آلمان و ایتالیا گذراند. مدتی برای لوفت‌هانزا کار کرد. ماه دسامبر سال ۱۹۳۳ داوطلب خدمت نظامی شد. دوره آموزشی پایه را در هنگ ۱۰ پیاده‌نظام نیروی زمینی در درسدن گذراند. پس از این دوره در ماه اکتبر سال ۱۹۳۴، مجدداً آموزش پرواز دید. ماه مارس سال ۱۹۳۵ با درجه ستوان دومی به جناح ۲ جنگنده لوفت‌وافه پیوست. با هواگردهای دوباله هاینکل هائی ۵۱ و آرادو آر ۶۸ پرواز می‌کرد. ماه اکتبر سال ۱۹۳۵ در خلال یک پرواز نمایشی با هواگرد فوکه-وولف اف‌وه ۴۴ دچار سانحه و جراحت صورت و جمجمه شد.

## جنگ داخلی اسپانیا
ماه آوریل سال ۱۹۳۷ با درجه ستوان یکمی داوطلب خدمت در لژیون کوندور در جنگ داخلی اسپانیا شد و در قالب گروه ۳ جناح ۸۸ جنگنده با هواگرد هائی ۵۱ به نبرد پرداخت. در این دوران برای مخفی نگاه داشتن دخالت آلمان، لباس خلبانان اسپانیایی را می‌پوشید. در این زمان بنیان یک دوستی عمیق را با ورنر مولدرس، تک‌خال آینده لوفت‌وافه، را ریخت. بر خلاف مولدرس، زمینه فعالیت گالانت در این آوردگاه خلبانی جنگنده نبود. بلکه در عملیات‌های پشتیبانی نزدیک هوایی توانست عملکرد متمایزی در حمله به اهداف زمینی نشان دهد. با انجام بیش از ۳۰۰ مأموریت هوایی در اسپانیا، گزارش‌های عملیاتی متعددی در این باره نوشت که مورد توجه رهبران لوفت‌وافه واقع شد.

## وزارت هوانوردی رایش
بدین شکل پس از بازگشت به آلمان ماه مه سال ۱۹۳۸، برخلاف میلش، در یک جایگاه ستادی در وزارت هوانوردی رایش قرار گرفت تا دستورالعمل‌ها و توصیه‌های عملیاتی خود را تکمیل کند. مدتی بعد مسئول سازمان و تجهیز مجدد دو جناح جدید پشتیبانی هوایی شد. از این یگان‌ها بعداً به شکل بسیار مؤثری در تهاجم به لهستان استفاده گردید.

## جنگ جهانی دوم
سپس فرماندهی اسکادران ۴ جناح ۲ آموزشی با هواگردهای دوباله هنشل هااس ۱۲۳ به او محول شد. با آغاز جنگ جهانی دوم، گالانت بیش از ۵۰ پرواز رزمی در جریان نبرد لهستان در ماه سپتامبر سال ۱۹۳۹ به انجام رساند. بدین منظور نشان درجه ۲ صلیب آهنین را دریافت کرد. به‌علت ابتلا به روماتیسم برای درمان به ویزبادن فرستاده شد. پزشک معالج پرواز در اتاقک سربسته را برای او تجویز نمود. بدین شکل به قوای جنگنده منتقل شد. گفته می‌شود تمامی این حوادث طرح خود او بود تا از عملیات‌های پشتیبانی هوایی خارج شود. ماه فوریه سال ۱۹۴۰ در قالب ستاد یک یگان هواگردهای ب‌اف ۱۰۹ در جناح ۲۷ جنگنده، در جریان جنگ تصنعی راهی جبهه غربی شد. گالانت هر گاه می‌توانست خود با جنگنده ب‌اف ۱۰۹ پرواز می‌کرد و به تمرین تاکتیک‌ها می‌پرداخت. پس از آغاز نبرد فرانسه، گالانت نخستین پیروزی هوایی خود را روز ۱۲ مه سال ۱۹۴۰ کسب و سه جنگنده هاوکر هاریکن را در دو مأموریت نخست در غرب لیژ در بلژیک ساقط کرد. مدت‌ها تصور می‌نمود این هواگردها متعلق به نیروی هوایی بلژیک بوده‌اند؛ سال پس از جنگ دریافت در این روز هواگردهای نیروی هوایی بریتانیا را سرنگون کرده است. تا پایان این درگیری‌ها او مجموعاً ۷ پیروزی هوایی حاصل نمود و متعاقباً نشان درجه یک صلیب آهنین به او اعطا شد. روز ۶ ژوئن به فرماندهی گروه ۳ جناح ۲۶ جنگنده با ۳۰ خلبان، منصوب گشت. او بلافاصله تغییرات بزرگی در نحوه عمل گروه ایجاد کرد و تاکتیک‌ها را بر طبق نظر خود به اجرا درآورد. گالانت ارتفاع گشت‌زنی خلبانان خود را از ۶ هزار متری به مقدار بسیار کمتری که آن را مناسب‌تر می‌دید، کاهش داد. او خود اغلب پیشاپیش افرادش در ارتفاع حدود ۵۰۰ متری به جنوب انگلستان می‌رفت. در این ارتفاع آتش ضدهوایی دشمن «وحشتناک» توصیف شده است. با این حال خلبانان همراه با اعتماد به توانمندی گالانت در فرماندهی به خوبی او را همراهی می‌کردند. روز ۱۸ ژوئیه به عنوان یکی از خلبانان نام‌آور نبرد بریتانیا، به درجه سرگردی ترفیع گرفت. روز ۲۹ ژوئیه، پس از کسب هفدهمین پیروزی هوایی، مفتخر به دریافت نشان صلیب شوالیه صلیب آهنین شد. روز ۲۲ اوت به فرماندهی جناح ۲۶ شکاری رسید. حصول چهلمین پیروزی هوایی روز ۲۴ سپتامبر برگ‌های بلوط را برای نشان صلیب شوالیه او به ارمغان آورد. او سومین نظامی آلمانی بود که افزونه برگ‌های بلوط را دریافت می‌کرد.

### بازرسی نیروهای جنگنده

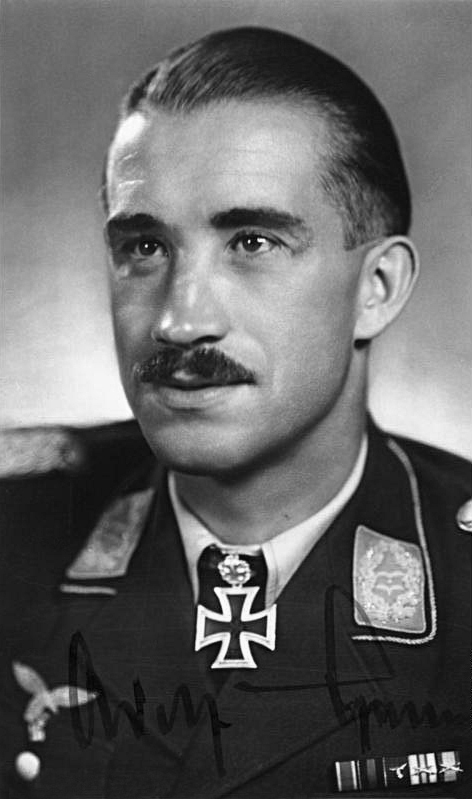

هنگام آغاز عملیات بارباروسا، تهاجم آلمان به شوروی در ماه ژوئن سال ۱۹۴۱، با وجود انتقال بخش بزرگی از لوفت‌وافه به جبهه شرقی، جناح جنگنده تحت امر گالانت در غرب باقی ماند تا در کنار جناح ۲ جنگنده، به نبرد با بریتانیایی‌ها بر فراز کانال مانش و شمال فرانسه ادامه دهد. با ادامه یافتن موفقیت‌های او، با دستیابی گالانت به هفتادمین پیروزی هوایی شمشیرها روز ۲۱ ژوئن ۱۹۴۱ به نشان صلیب شوالیه او افزوده شد. با کشته شدن ورنر مولدرس در روز ۲۲ نوامبر، سرهنگ دوم گالانت در سن ۲۹ سالگی به عنوان بازرس نیروهای جنگنده برگزیده گشت تا تنها مستقیماً از رایشس‌مارشال هرمان گورینگ، فرمانده لوفت‌وافه فرمان بگیرد. گالانت روز ۵ دسامبر به درجه سرهنگی ترفیع یافت. عظمت جایگاه گالانت روز ۲۸ ژانویه سال ۱۹۴۲ با دریافت گیره الماس‌های نشان صلیب شوالیه به جهت نود و چهارمین پیروزی هوایی او افزون‌تر شد. گالانت در خاطراتش می‌آورد هنگامی که گورینگ نشان جدید او را دید اصرار داشت که کیفیت کمتری نسبت به نشان‌های از جنس جواهر دیگران دارد. گورینگ این عمل را گونه‌ای می‌خواند و شخصاً نشان دیگری از جنس بهتری برای گالانت تهیه می‌کند. با رسیدن این موضوع به گوش هیتلر به گالانت اطلاع داده شد که نمونه پیشین به شکل موقتی به او داده شده‌است تا الماس‌های اصلی آماده شود. پیشوا، بدون آگاهی از نشانی که گورینگ به او داده‌است، نشان دیگری با کیفیت بالا به گالانت داد تا بدین شکل چند نشان به او تعلق یافته باشد.
در جریان عملیات سربروس که کشتی‌های جنگی آلمانی اقدام به گذر از کانال مانش کردند، جنگنده‌های گالانت بین روزهای ۱۲ تا ۱۵ فوریه ۴۲ هواگرد دشمن را ساقط کردند درحالیکه تنها ۱۷ هواگرد را از دست دادند. در پی این موفقیت گالانت به درجه سرتیپی ترفیع یافت تا در سن سی سالگی به جوان‌ترین ژنرال نیروهای مسلح آلمان بدل گردد.
با برگشتن ورق جنگ علیه آلمان و کاهش توان لوفت‌وافه در سال‌های ۱۹۴۲ و ۱۹۴۳، گالانت که قدرت اجرایی چندانی برایش باقی نمانده بود، مکرراً با فرماندهی عالی لوفت‌وافه دچار درگیری می‌شد. در نهایت در کنفرانسی در اوایل سال ۱۹۴۳، گورینگ که به دنبال یک قربانی برای انداختن تقصیر به گردنش می‌گشت، خلبانان جنگنده‌ها را بزدلانی خواند که نشان‌های خود را با فریب‌کاری به دست آورده‌اند. گالانت که از این سخن برآشفته بود نشان صلیب شوالیه خود را همراه گیره برگ‌های بلوط، شمشیرها و الماس‌ها از گردن کند و در مقابل گورینگ بر روی میز انداخت. او برای شش ماه از آویختن این نشان‌ها به گردن خود امتناع کرد. در پی عزل سپهبد یوزف کامبوهر، با وجود بی‌میلی او، بازرسی جنگنده‌های شبانه نیز بر عهده گالانت قرار گرفت.

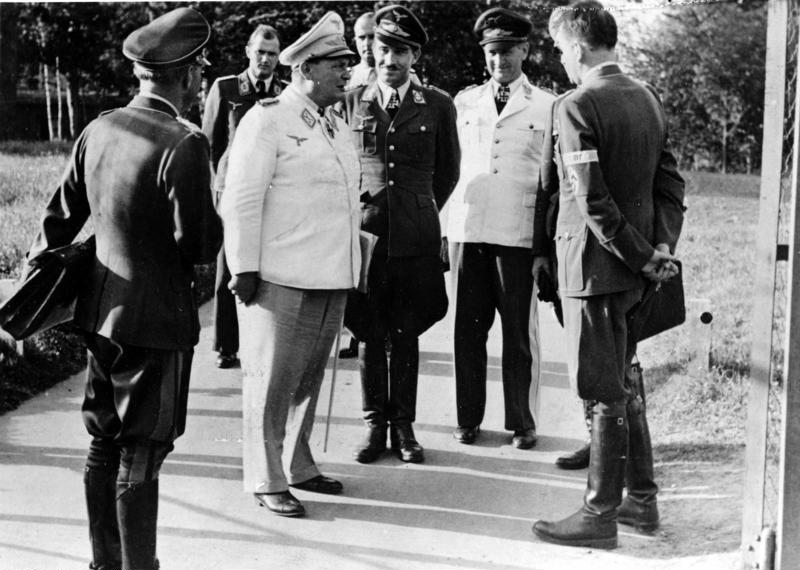
گالانت (رو به تصویر در یونیفرم تیره) در کنار گورینگ، اشپر و لورتسر، ۲۵ اوت ۱۹۴۳

به درخواست ویلی مسرشمیت، گالانت روز ۲۳ مه سال ۱۹۴۳ نخستین بار با هواگرد مسرشمیت ام‌ئی ۲۶۲، نخستین جنگنده عملیاتی جت جهان، در پایگاه هوایی لشفلت در نزدیکی آوکسبورک پرواز کرد. او از توسعه چنین هواگردی تا اوایل سال ۱۹۴۲ خبر نداشت. زان پس نیز به جهت مسائل امنیتی و حفظ محرمانگی جزئیات پیشرفت کار با او در میان نگذاشته شده بود. پس از این نخستین تجربه گالانت به شدت از ویژگی‌های پروازی ام‌ئی ۲۶۲ متاثر شد و به یکی عوامل اصلی کاربرد عملیاتی آن بدل گشت. او توصیه کرد تولید ب‌اف ۱۰۹ متوقف و تولید جنگنده‌های تک‌موتوره به اف‌وه ۱۹۰ محدود شود تا از طرفیت تولیدی آزاد شده برای تولید همه‌جانبه ام‌ئی ۲۶۲ استفاده شود. بدین شکل فرماندهی لوفت‌وافه روز ۲ ژوئن دستور به تولید انبوه این هواگرد داد. به هر صورت بنا بر تصمیم مقامات بالاتر این امر به تاخیر افتاد؛ چرا که فرماندهی عالی نمی‌خواست ریسک کند و علاوه بر این به دنبال تولید ام‌ئی ۲۶۲ به عنوان جنگنده-بمب‌افکن بود. گالانت که همچنان بر ایده تولید جنگنده اصرار داشت، درخواست کرد از هر چهار جنگنده‌ای که تولید می‌شود یکی جت باشد. او بر این تصور بود که هزار ام‌ئی ۲۶۲ با سه هزار جنگنده مرسوم برابر است. سال ۱۹۴۴ بمباران راهبردی بدنه اصلی خاک آلمان توسط متفقین شدت بسیار بیشتری گرفت. در همین حال جبهه‌های غربی و شرقی ورماخت نیازمند پوشش هوایی بیشتری بودند. با این حال ماه آوریل سال ۱۹۴۴ تصمیم بر تولید گونه بمب‌افکن گرفته شد. با ادامه فشار گالانت و چند تن دیگر از مقامات ارشد، مقرر گشت تنها یک بیستم از تولیدات از گونه جنگنده باشد. در نهایت ماه نوامبر همان سال مجوز تولید انبوه ام‌ئی صادر شد. در دو ماه پایانی این سال حدود ۵۶۰ و در سه نخست سال بعد ۷۴۰ فروند از این هواگرد تولید گردید.
گالانت روز ۱ نوامبر سال ۱۹۴۴ به درجه سرلشکری نائل آمد. او طرحی در سر داشت که بر اساس آن با تمرکز جنگنده‌های آلمانی حدود ۵۰۰ بمب‌افکن آمریکایی ساقط می‌شدند و تعداد زیادی از خدمه آن‌ها از بین می‌رفتند تا دشمن وادار به تجدید نظر شود. به هر صورت فرماندهی عالی لوفت‎وافه با این طرح مخالفت و از هواگردهای گردآمده برای تهاجم به پایگاه‌های هوایی متفقین (عملیات بودن‌پلاته)، همزمان با تهاجم زمینی در آردن، به شکل کم‌فایده و پرخسارتی استفاده کرد. گالانت مدتی بعد از جایگاه خود به عنوان بازرس کل نیروهای جنگنده خلع شد. با دخالت شخصی هیتلر، گالانت اجازه یافت به پرواز رزمی بازگردد. گالانت اواخر ماه فوریه سال ۱۹۴۵ فرماندهی اسکادران شکاری ۴۴ با جنگنده‌های جت ام‌ئی ۲۶۲ را در دست گرفت. بسیاری از خلبانان این یگان تک‌خال‌های عالی‌درجه بودند. گالانت در این جایگاه کم‌وبیش مستقلانه عمل می‌کرد. یگان او از ماه آوریل عملیاتی شد. گالانت دو پیروزی آخر هوایی شخصی خود (صدوسومین و صدوچهارمین) را که سومین و چهارمین آن‌ها با یک هواگرد جت بود را روز ۲۶ آوریل کسب کرد. همان روز مجروح شد اما توانست در خلال حمله هوایی به پایگاه مونشن-رایم، در آن فرود بیاید. گالانت روز ۵ مه در بیمارستان تگرنزی به اسارت نیروهای آمریکایی درآمد.

## پس از جنگ
پس از آزادی چند سال را در آرژانتین گذراند و در همکاری با طراح آلمانی کورت تانک هواگردهای جت را وارد نیروی هوایی این کشور کرد. سال ۱۹۵۵ به آلمان بازگشت و کسب‌وکار موفقی در زمینه هوانوردی داشت. سرلشکر گالانت در نهایت روز ۹ فوریه سال ۱۹۹۶ در ۸۳ سالگی در بن درگذشت.

## زندگی شخصی
دو تن از براداران آدولف نیز در طول جنگ جهانی دوم خلبان جنگنده بودند. هر دو تن در حین خدمت کشته شدند.